# 恆春撫墾局
恆春撫墾局為台灣撫墾局轄下的地方分支單位，成立於1886年的台灣清治時期末，為恆春半島地區山地行政的權責機關。另外，局裡設委員、通事、醫生、教讀、剃頭匠等人員。